# 舵落口站
舵落口站位于中华人民共和国湖北省武汉市硚口区，是武汉地铁1号线的地铁车站
。

## 车站结构
位于工农路与联谊路的交叉口，顺工农路布置。
工农路是解放大道的延长线，连接东西湖大道。
车站为高架三层侧式站台，地面为工农路主干道，上二层为车站站厅房屋。

### 楼层分布
| 地上三层 | 侧式站台，右侧开门 | 侧式站台，右侧开门           | 侧式站台，右侧开门 | 侧式站台，右侧开门 |
|          |                    | █ 1号线 往径河（竹叶海）     |                    |                    |
|          |                    | █ 1号线 往汉口北（古田一路） |                    |                    |
|          | 侧式站台，右侧开门 |                              |                    |                    |
| 地上二层 | 站厅               | 售票机、客服中心、聯外天橋   |                    |                    |
| 地面     |                    | 出入口                       |                    |                    |

### 车站出口
|                                                 |          |      |  |
| 出口編號                                        | 設施     | 照片 |  |
| A                                               | (未开放) |      |  |
| B                                               |          |      |  |
| C                                               |          |      |  |
| D                                               |          |      |  |
| 注： 設有升降機 \| 設有輪椅升降台 \| 設有洗手間 |          |      |  |

## 历史
舵落口站是武汉地铁1号线二期工程的站点之一。2010年7月29日正式开通运营。

## 接驳交通

### 公汽
218路、222路、505路、546路、560路、621路、736路、737路、741路

## 邻近地区
武汉市舵落口大市场不在舵落口站附近，在额头湾站。

去往地铁1号线的古田车辆段的联络线在此站附近。

### 内部链接
- 武汉地铁车站列表